# Władysław Otłowski

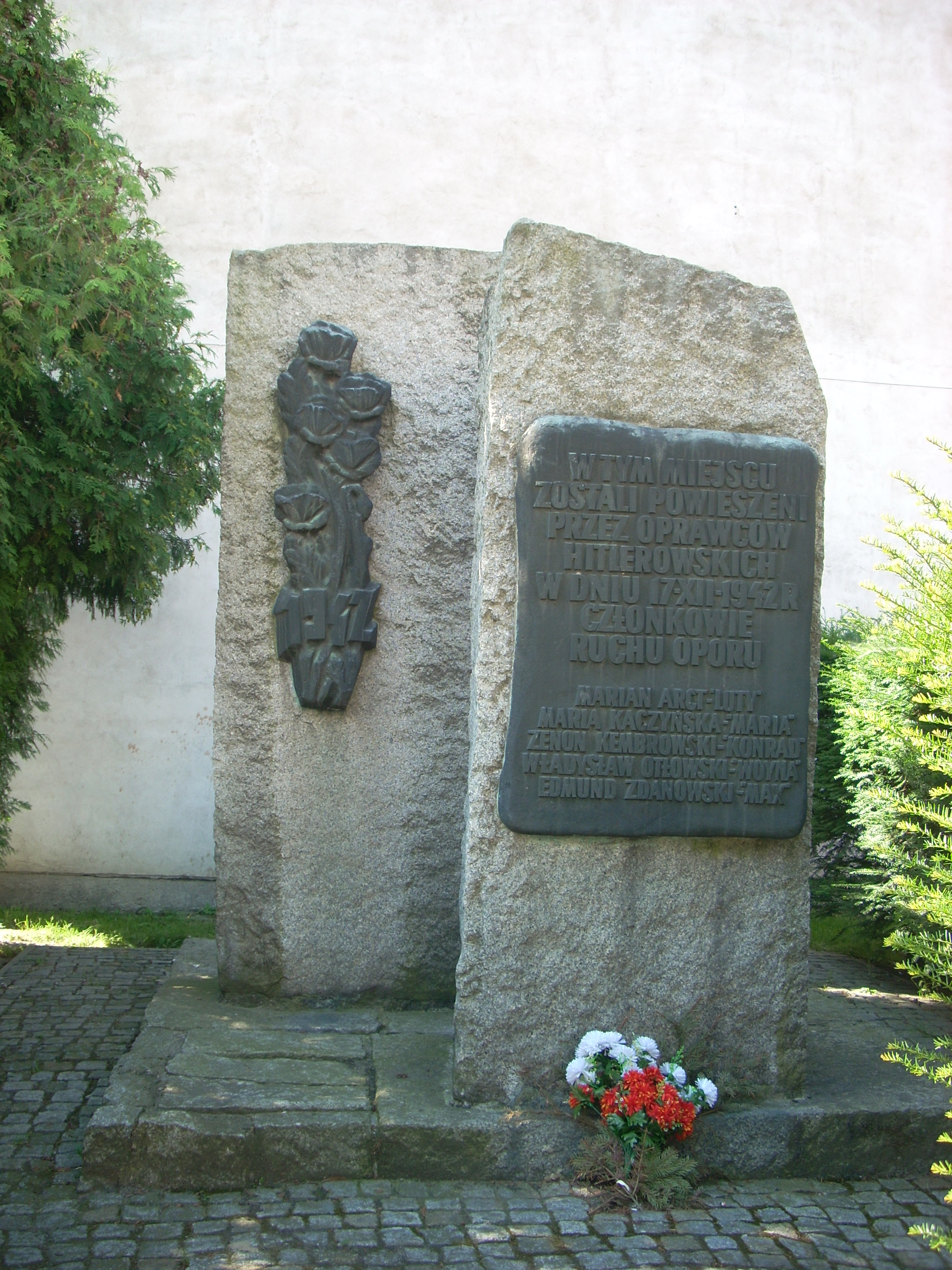
Pomnik upamiętniający powieszonych na rynku w Przasnyszu

Władysław Otłowski, ps. Woyna (ur. 23 sierpnia 1915 w Ciemniewie, zm. 17 grudnia 1942 w Przasnyszu) – żołnierz ZWZ-AK.

## Życiorys
Syn Mateusza i Anny z Szymanowiczów. Brat Stanisława, Franciszka, Feliksa, Józefa, Heleny (Zdanowskiej) i Jana. Pochodził z rodziny rolniczej. Ojciec był jednym ze współpracowników Stanisława Chełchowskiego w krzewieniu wiedzy rolniczej na wsi przasnyskiej.
Maturę uzyskał w Gimnazjum w Przasnyszu 1936. Do wybuchu wojny pracował w Brześciu nad Bugiem jako pracownik umysłowy ubezpieczalni społecznej. Ukończył kurs pilotażu szybowcowego.
W czasie okupacji pracował w Zarządzie Młynów (Müchlenverwaltung) w Przasnyszu. Po aresztowaniu Zenona Kiembrowskiego pełnił funkcję komendanta obwodu AK w Przasnyszu. Aresztowany 18 sierpnia 1942. Powieszony 17 grudnia 1942 w Przasnyszu. Razem z nim straceni zostali członkowie sztabu obwodu ZWZ-AK: Marian Arct „Luty”, Maria Kaczyńska, Zenon Kiembrowski „Konrad” i Edmund Zdanowski „Max”.
W. Otłowski miał żonę i syna. Spoczywa w zbiorowym grobie na cmentarzu parafialnym w Przasnyszu. 9 maja 1972 w miejscu straceń na przasnyskim rynku odsłonięto granitowy pomnik z tablicą upamiętniającą 5 powieszonych członków sztabu ZWZ-AK.